# Ondřej Synek
Ondřej Synek, född den 13 oktober 1982 i Brandýs nad Labem i Tjeckoslovakien, är en tjeckisk roddare.
Han tog OS-silver i singelsculler i samband med de olympiska roddtävlingarna 2012 i London.
Vid de olympiska roddtävlingarna 2016 i Rio de Janeiro tog han brons i singelsculler.